# Ад Салицес
Ад Салицес (на латински: Ad Salices) е малък римски град в римската провинция Долна Мизия.
Местоположението на Ад Салицес не е точно установено. На приложените карти са показани 2 варианта в Румъния – в залива южно от Дунавската делта и до р. Дунав в Средна Добруджа северно от днешния гр. Добрич. Според друга хипотеза местоположението е на 15 км от Марцианопол (днес Девня).
През септември 377 г. там се състои битката при Ад Салицес между Западната Римска империя с военачалник Рикомер и бунтуващите се тервингски готи с командир Фритигерн. Това е първият голям конфликт в Готската война (376-382) на Северните Балкани.